# Burg Heideck
Die Burg Heideck ist eine abgegangene Höhenburg auf einem nach Osten gerichteten Sporn des Schlossbergs bei Heideck im mittelfränkischen Landkreis Roth in Bayern.
Sie ist unter dem Aktenzeichen D-5-6832-0153 als Bodendenkmal in die bayerische Denkmalliste eingetragen.

## Geschichte
Das 1129 erstmals erwähnte Geschlecht der Edelherren von Heideck saß zunächst auf der Burg Altenheideck. In der Mitte des 13. Jahrhunderts verlagerten sie ihren Sitz auf den Schlossberg bei Heideck. 1278 wurde die dortige Burg erstmals erwähnt. Zu Füßen des Burgbergs gründete Maquard von Heideck 1288 die gleichnamige Stadt. Die Herrschaft der Edelherren von Heideck wurde 1357 vorübergehend reichsunmittelbar, 1360 ließ sich Karl IV. als König von rBöhmen Heideck aber als Lehen auftragen. Im 15. Jahrhundert erfolgte der allmähliche Niedergang des Geschlechts, 1437 wurde die Herrschaft geteilt. 1449 eroberte der Ansbacher Markgraf Albrecht Achilles im 1. Markgrafenkrieg Burg und Stadt Heideck Erst vier Jahre später erlangten die Herren von Heideck ihre Besitztümer wieder zurück. Aufgrund der Kriegslasten musste die Herrschaft 1455 an das Herzogtum Baiern-Landshut verpfändet werden. Nach dem Tode Konrads II. von Heideck 1471 ging sie schließlich ganz an die Herzöge über. Infolge des Landshuter Erbfolgekriegs gehörte sie ab 1505 zum Territorium des neu errichteten Fürstentums Pfalz-Neuburg. 1512 wurde die bedeutungslos gewordene Burg aufgegeben, 1542 ist von ihr nur noch als Burgstall die Rede. Als aber die Stadt Nürnberg im selben Jahr die Ämter Allersberg, Heideck und Hilpoltstein als Pfand erwarb, scheint sie die Burg zumindest teilweise wieder instand gesetzt zu haben, denn bis 1593 war die Burg Sitz von Vögten und Förstern. 1594 stürzte der „alte Turm auf dem Schlossberg“ ein. 1596 wird die Burgkapelle St. Georg als noch bestehend erwähnt. Bis 1900 waren die Ruinen schließlich völlig verschwunden, da sie als Steinbruch für die umliegenden Dörfer dienten. Um 1960 setzte man in das Hauptburgareal einen großen Wasserbehälter.

## Beschreibung
Die Burg liegt auf dem steil abfallenden Ostende des Schlossberges über dem gleichnamigen Ortsteil von Heideck. Die Spornspitze wird 150 m vor ihrem Ende durch einen 40 m breiten und 12 m tiefen Halsgraben abgetrennt, dessen Aushubmaterial Halden an den Hangseiten bildet. Ein vorgelagerter Wall ist kaum noch zu erkennen. Ein Wall hinter dem Graben ist nur noch im Norden vorhanden, er weist dort eine Basisbreite von 10 m und eine Höhe von 2 m auf. Im Norden des Sporns finden sich noch geringe Reste eines Randwalls. Aussagen über die Innenbebauung lassen sich nur noch anhand von Abbildungen aus dem 16. Jahrhundert treffen. Demnach standen neben dem Palas im Südwesten ein hoher, quadratischer Bergfried und ein weiterer Turm mit Fachwerkaufsatz. Die Ausgrabung erfasste im Osten ein Teilstück der Ringmauer von 2,9 m Stärke.
Die 85 × 45 m große Burgfläche der Vorburg wird durch einen 25 m breiten und  6 m tiefen Graben von der tiefer gelegenen Hauptburg an der Spitze abgetrennt.